# Leo de Vries

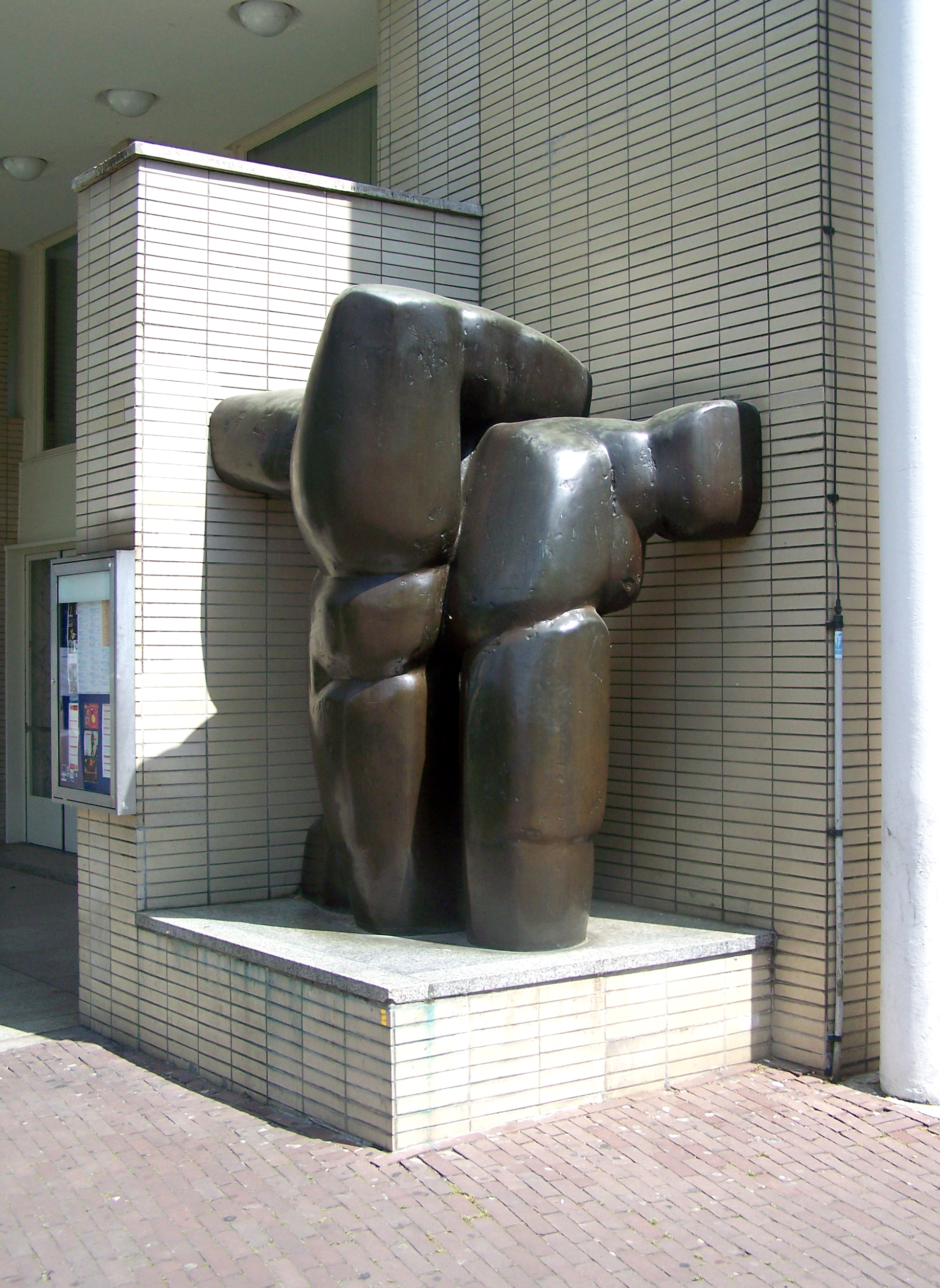
Ohne Titel (1976) in Utrecht

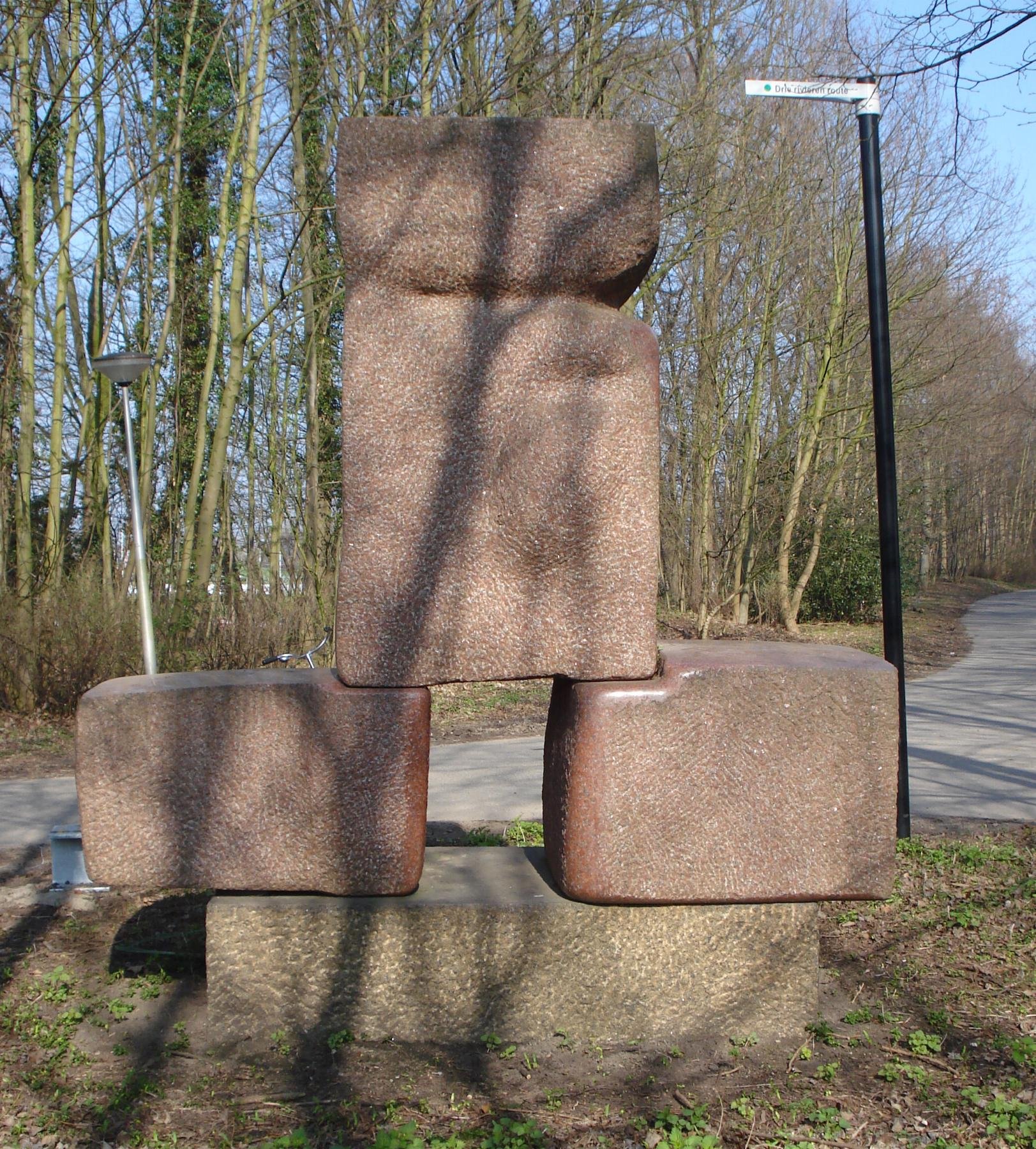
Torso (1993) in Zwijndrecht

Leonard Andries (Leo) de Vries (* 9. November 1932 in Amsterdam, Niederlande; † 15. März 1994 in Aldaar, Niederlande) war ein Bildhauer.

## Leben und Werk
De Vries absolvierte 1951 eine Fachausbildung zum Steinbildhauer an der Rijksomscholing Haarlemmerweg und studierte von 1952 bis 1957 Bildhauerei unter anderen bei Piet Esser an der Rijksakademie van beeldende kunsten in Amsterdam. De Vries arbeitet vornehmlich als Steinbildhauer abstrakte menschliche Figuren. Von 1958 bis 1964 war er Dozent an der Rijksacademie und von 1975 bis 1986 an der Academie voor Beeldende Vorming (Berufsausbildung Leraren Tehatex) in Amsterdam.
De Vries war von 1962 bis 1965 Mitglied der Nederlandse Kring van Beeldhouwers (deutsch: Niederländischer Bildhauerkreis) und 1962 Gründungsmitglied der Groep Scorpioa mit anderen wie Jan Sierhuis, John Grosman, Karl Pelgrom, Pierre van Soest und Aat Verhoog.

## Werke (Auswahl)
- Ohne Titel (1973)[1], Abraham Staalmanplein in Amsterdam-Slotervaart
- Ohne Titel (1976)[2], Stadsschouwburg Lucas Bolwerk in Utrecht
- Tranen (1980), Noortheylaan in Leidschendam-Voorburg
- Zwei Giguren (1981)[3], Maerlant in Lelystad
- Monument für Romeo und Julia III (1986), Garten am Dordrechts Museum, Museumstraat in Dordrecht
- Ohne Titel (1989), Skulpturen der Gemeinde Middenbeemster
- Torso (1993), Skulpturenpark-Zwijndrecht in Zwijndrecht